# Giorgio Cian
Giorgio Cian (Treviso, 17 dicembre 1935 – Padova, 7 agosto 2022) è stato un giurista italiano.

## Biografia
Conseguita la maturità classica presso il liceo ginnasio statale Antonio Canova, coltivò gli studi giuridici nella facoltà di giurisprudenza dell'università degli studi di Padova; qui si laureò con lode nel 1958 discutendo una tesi in diritto civile sotto la guida di Alberto Trabucchi. Dello stesso Alberto Trabucchi divenne poi allievo, dedicandosi esclusivamente alla ricerca scientifica. Nel 1966 ottenne la libera docenza in diritto civile e nel 1970 la cattedra.
Chiamato nella facoltà di giurisprudenza dell'università di Ferrara, vi insegnò per quasi trent'anni, inizialmente Istituzioni di diritto privato e successivamente diritto civile. Fu direttore dell'Istituto Giuridico e poi preside della facoltà stessa. Profondo conoscitore della cultura giuridica tedesca, costituì in questi anni, in collaborazione con l'università di Trieste, il Centro interuniversitario per la documentazione e lo studio delle relazioni giuridiche fra Italia e Germania, di cui fu Direttore.
Nel 1989 curò la riedizione anastatica del Codice di Napoleone pel regno d'Italia del 1806.
Appassionato di scacchi, promosse altresì il conferimento della Laurea honoris causa in matematica (1991) all'ex campione del mondo Michail Botvinnik per i suoi studi sui programmi informatici di gioco; negli stessi anni promosse altre iniziative che collegavano il mondo universitario e quello degli scacchi, tra le quali i campionati universitari presso la sede estiva delle università di Ferrara e Trieste ad Asiago (città nella quale promosse l'istituzione dei corsi estivi dei due atenei), nel corso dei quali, ancora nel 1991, intervenne per un'esibizione anche l'allora campione del mondo Garri Kasparov.
Nel 1999 venne chiamato nella facoltà di giurisprudenza dell'università degli Studi di Padova, dove insegnò diritto civile nella cattedra che era stata del suo maestro Alberto Trabucchi.
Nel corso della sua attività accademica e scientifica fu promotore di numerose iniziative convegnistiche nazionali e internazionali. Nel 1985 organizzò a Ferrara il convegno La sentenza in Europa; nel 1988, a Venezia, il convegno La civilistica italiana dagli anni '50 ad oggi tra crisi dogmatica e riforme legislative; nel 1996, ancora a Ferrara, il convegno Cento anni del codice civile tedesco in Germania e nella cultura giuridica italiana, al quale presero parte insigni studiosi italiani e tedeschi; nel 2003, a Padova, il convegno Le grandi opzioni della riforma del diritto e del processo societario. Fu socio dell'Accademia galileiana di scienze, lettere ed arti e dell'Istituto veneto di scienze, lettere ed arti.
Nel 2010, in occasione del suo settantacinquesimo compleanno, la comunità accademica italiana e tedesca gli dedicò due volumi di Studi in onore, editi dalla storica casa editrice padovana CEDAM.
Successivamente al congedo dal ruolo accademico, venne nominato professore emerito dell'Università di Padova. Continuò negli anni successivi la propria attività scientifica, conservando la direzione della Rivista di diritto civile e della collana dei Breviaria iuris.
Nel 2020, in occasione del suo ottantacinquesimo compleanno, gli fu dedicata una silloge di contributi e pensieri di amici dell'accademia ed allievi, intitolata In festa per Giorgio Cian.
Morì a Padova il 7 agosto 2022.

## Attività scientifica
I suoi studi, sviluppati in decine di scritti pubblicati anche all'estero, hanno spaziato dal diritto delle obbligazioni e dei contratti (tra cui la monografia Forma solenne e interpretazione del negozio, pubblicata nel 1969 e riedita nel 2013) al diritto di famiglia (con Giorgio Oppo e Alberto Trabucchi ha diretto il Commentario al diritto italiano della famiglia), dall'illecito civile (tra cui la monografia Antigiuridicità e colpevolezza - Saggio per una teoria dell'illecito civile, del 1966) ai rapporti fra diritto civile e diritto commerciale (Diritto civile e diritto commerciale oltre il sistema dei codici, 1974).
È considerato tuttora dalla comunità accademica quale pioniere della divulgazione scientifica in ambito giuridico. Alla fine degli anni Settanta ideò e diede vita, con Alberto Trabucchi, alla collana dei Commentari brevi (Breviaria iuris), il cui primo volume (Commentario breve al codice civile) venne pubblicato nel 1981. La collana, ispirata al modello tedesco dei Kurzkommentare, spaziava in tutti i settori dell'ordinamento giuridico con oltre trenta diversi titoli pubblicati nel corso degli anni. In particolare, Giorgio Cian condusse il Commentario breve al codice civile sino alla quindicesima edizione, pubblicata nel 2022 sotto la sua direzione.
Nel 1978 ha fondato, con Alberto Maffei Alberti e Piero Schlesinger, la rivista Le nuove leggi civili commentate, e nel 1995 con Diega Orlando la rivista Studium iuris, tuttora edite.
Nel 1982 entrò a far parte della Direzione della Rivista di diritto civile, della quale divenne Direttore responsabile nel 1998, carica che ricoprì sino alla morte. Fu altresì membro del Comitato scientifico della Zeitschrift für Europäisches Privatrecht.
Nel 1987 ha fondato presso l'Università di Ferrara il Centro interuniversitario per la documentazione e lo studio delle relazioni giuridiche fra Italia e Germania, che per oltre un ventennio ha promosso, stimolato e animato il dialogo ed il confronto fra giuristi italiani e tedeschi, organizzando corsi, seminari e convegni, sostenendo iniziative scientifiche e di ricerca e scambi culturali fra docenti e studenti italiani e tedeschi.

## Opere principali
- Antigiuridicità e colpevolezza - Saggio per una teoria dell'illecito civile, Padova, 1966
- Forma solenne e interpretazione del negozio, Padova, 1969 (Napoli, 2013)
- Diritto civile e diritto commerciale oltre il sistema dei codici, in Riv dir. civ., 1974, I, 523 ss.
- Commentario breve al codice civile (con A. Trabucchi), Padova, 1981 (XV ed., Padova, 2022)
- Hundert Jahre BGB aus italienischer Sicht, in Zeitschrift für europäisches Privatrecht, 1998, 215 ss.
- Sui vizi del volere nella dichiarazione testamentaria, in Riv. dir. civ., 2017, 1206 ss.

## Premi e riconoscimenti
- Premio del Ministro dei beni culturali e ambientali per la Classe di Scienze morali, storiche e filologiche
- Premio Antonio Feltrinelli per le scienze giuridiche (2015)